# Маеша Сади
Маеша Сади (фр. Maesha Saadi; 16. јануар 2007) коморска је пливачица и олимпијка француског порекла, чија ужа специјалност су трке слободним стилом.

## Спортска каријера
Маеша, која је рођена и одрасла у Француској, у граду Вјену дебитовала је на међународној пливачкој сцени под заставом Комора на светском првенству у Будимпешти 2022. године са свега 15 година. У главном граду Мађарске је пливала у квалификацијама трке на 50 метара слободно и са временом од 35,26 секунди заузела је укупно 81. место. Годину дана касније, на Првенству света у Фукуоки успела је да у истој дисциплини поправи лични рекорд за скоро 2,5 секунди, што је у тамошњој конкуренцији ипак било довољно тек за 94. место.
Захваљујући специјалној позивници наступила је на Летњим олимпијским играма у Паризу 2024. године. У Паризу је пливала у квалификацијама трке на 50 метара слободним стилом. Наступила је у другој квалификационој групи где је пливала у стази 8, и са временом од 29,60 секунди заузела је убедљиво прво место у својој квалификационој групи, односно укупно 57. место у конкуренцији 79 такмичарки. Уједно је то било и њено најбоље време икада испливано у тој дисциплини, а постала је и првом коморском пливачицом у историји која је ову трку успела да исплива за мање од 30 секунди. Поред такмичарског дела Маеша је носила заставу своје земље на церемонији отварања Игара, заједно са атлетичарем Хашимом Маруфом.